# Aulacoseira
Aulacoseira ist eine Gattung der Kieselalgen (Bacillariophyta) mit etwa 18 Arten, die ausschließlich in Süßwasser vorkommen. 

## Merkmale
Aulacoseira ist eine zentrische Kieselalge. Sie bildet unverzweigte Fäden aus langen zylindrischen Zellen, die am Zellende einen dornartigen Schwebefortsatz tragen. Die Einzelzellen haben die für Kieselalgen typische Schale aus zwei Theken. Diese ist in der Seitenansicht rechteckig, in Schalenansicht kreisrund. Die Schalenoberfläche hat eine deutlich granuläre Struktur. Der Zellkern sitzt in der Mitte. Am Rand sitzen mehrere scheibenförmige Plastiden, die durch Fucoxanthin goldbraun gefärbt sind. Die Zellen haben einen Durchmesser von 3 bis 30 Mikrometer.
Die ungeschlechtliche Fortpflanzung erfolgt durch die typische Zweiteilung der Kieselalgen, die zur Verkleinerung der Zellen führt. Die Zellfäden zerbrechen leicht. Geschlechtliche Fortpflanzung erfolgt durch die für zentrische Kieselalgen charakteristischen Oogamie. Im Anschluss an diese erfolgt die Zellvergrößerung im Verlauf der Auxosporenbildung. Die Bildung von Dauerzellen direkt aus vegetativen Zellen ist ebenfalls bekannt.

## Vorkommen
Aulacoseira kommt im Sediment, aber auch im Plankton von stehenden, eutrophen Gewässern vor. Sie ist auch in Brackwasser zu finden. 

## Belege
- Karl-Heinz Linne von Berg, Michael Melkonian u. a.: Der Kosmos-Algenführer. Die wichtigsten Süßwasseralgen im Mikroskop. Kosmos, Stuttgart 2004, ISBN 3-440-09719-6, S. 238.